# 이스라엘
이스라엘국(히브리어: מדינת ישראל 메디나트 이스라엘, 아랍어: دولة إسرائيل 다울라트 이스라일[*]), 약칭 이스라엘(히브리어: ישראל, 아랍어: إسرائيل)은 이스라엘은 서아시아의 남부 레반트 지역에 위치한 국가이다. 북쪽으로는 레바논과 시리아, 동쪽으로는 요르단과 서안 지구, 남서쪽으로는 가자 지구와 이집트, 서쪽으로는 지중해와 접해 있다. 이스라엘의 수도는 예루살렘이지만, 동예루살렘에 대한 이스라엘의 주권은 국제법상 인정되지 않아 제한적으로만 인정되고 있다. 이스라엘의 경제 중심지이자 가장 큰 도시권역은 텔아비브이다.
이스라엘의 위치는 유대인들에게 '이스라엘의 땅'이라는 의미의 "에레츠 이스라엘"으로 알려진 지역으로, 고대에는 가나안, 팔레스타인 등으로 불렸다. 고대에는 가나안 도시 국가들이 자리 잡았고, 이후 이스라엘 왕국과 유다 왕국이 세워졌다. 이후 로마 제국부터 오스만 제국에 이르기까지 여러 제국의 지배를 받으며 인구 구성이 크게 변화하였다. 19세기 후반 유럽에서의 반유대주의는 시온주의를 촉발시켰다. 팔레스타인에 유대인 국가를 건설하는 것을 목표로 한 시온주의는 대영제국의 지지를 얻었다. 제1차 세계 대전 이후, 영국은 이 지역을 점령하여 1920년에 팔레스타인 위임통치령을 세웠다. 홀로코스트가 벌어지기 얼마 전 유대인의 이민이 증가하면서, 유대인과 아랍인 사이의 갈등이 심화되었고, 이는 1947년 유엔이 이 지역을 분할할 것을 제안한 후 내전으로 이어졌다.
현재의 이스라엘은 1948년 5월 14일에 건국을 선포했으며, 이튿날 인접한 아랍 국가들의 군대가 이 지역을 침공하면서 제1차 중동 전쟁이 시작되었다. 1949년 휴전 협정으로 이스라엘은 이전 위임통치 지역의 77%를 통제하게 되었다. 대다수의 팔레스타인 아랍인들은 시온주의자와 이스라엘 군대에 의해 추방되거나 스스로 국가를 떠났는데 이들을 "나크바"라고 한다. 남아 있을 수 있었던 이들은 새로운 이스라엘 국가의 주요 소수민족이 되었다. 이후 수십 년 동안 이스라엘은 아랍 세계에서 이주하거나 쫓겨난 유대인들을 받아들였으며, 1967년 6일 전쟁으로 이스라엘은 서안 지구, 가자 지구, 시나이 반도, 골란 고원을 점령했다. 국제법에 반하지만 이스라엘은 점령지에 정착촌을 계속 확장하고 있으며, 동예루살렘과 골란 고원을 사실상 병합했다. 1973년 욤키푸르 전쟁 이후 이스라엘은 이집트와 요르단과 평화 조약을 체결했으며, 2020년대에는 더 많은 아랍 국가들과 관계를 정상화했다. 그러나 이스라엘-팔레스타인 분쟁은 해소되지 못하여 여러 차례 전쟁과 팔레스타인 무장 단체들과의 충돌을 겪었다. 이스라엘의 점령지에서의 관행은 국제적으로 지속적인 비판을 받아왔으며, 인권 단체와 유엔 관계자들은 이스라엘을 전쟁 범죄로 비난하고 있다.
이스라엘의 기본법은 단원제 의회 시스템을 규정하고 있으며, 비례대표제로 선출된 국회(크네세트)가 정부 구성과 총리 및 대통령의 선출을 담당한다. 이스라엘은 부활한 공식 언어인 현대 히브리어를 사용하는 유일한 국가이다. 이스라엘은 유대인과 디아스포라의 요소들, 아랍의 영향이 결합된 독특한 음식, 음악, 예술 등 문화를 갖고 있다. 이스라엘은 중동에서 가장 큰 경제를 가진 국가 중 하나이며, 아시아에서 높은 1인당 GDP와 생활 수준을 가진다. 세계에서 가장 기술적으로 발전된 국가 중 하나인 이스라엘은 연구 개발에 가장 많은 비율의 투자를 하고 있으며, 핵무기를 보유하고 있는 것으로 알려져 있다. 2010년에 경제협력개발기구(OECD)에 가입했으며, 회원국 중 유일하게 출산율이 대체 수준을 초과하는 국가이다.2023년 기준 이스라엘은 명목 GDP 29위, 1인당 GDP 13위다.

## 국명
팔레스타인 위임통치령 기간동안 이 지역은 "팔레스타인"으로 알려져 있었다. 이후 1948년 이스라엘 독립이 선언되면서, 이 나라는 공식적으로 "이스라엘국"(히브리어: מְדִינַת יִשְׂרָאֵל, Medīnat Yisrā'el he; 아랍어: دَوْلَة إِسْرَائِيل, Dawlat Isrāʼīl, ar)이라는 이름을 채택했다. 그 외에도 에레츠 이스라엘, 에벨, 시온, 유다 등이 제안되었으나 채택되지 않았다. 이스라엘이라는 이름은 벤구리온에 의해 제안되었고, 투표를 거쳐 6대 3으로 통과되었다. 건국 후 초기 몇 주 동안 정부는 이스라엘국의 시민을 가리키는 용어로 이스라엘인(israeli)이라는 용어를 선택했다.

### 어원
'에레츠 이스라엘'과 '이스라엘 자손'이라는 이름은 역사적으로 성경 속 이스라엘 왕국과 전체 유대인을 각각 지칭하는 데 사용되었다. 이스라엘이라는 이름(그리스어: Ἰσραήλ, "엘이 통치한다"는 의미로, 호세아서 12:4 이후에는 종종 "하나님과 씨름하다"로 해석됨)은 구약성경에 따르면, 천사와 씨름에서 승리한 후 족장 야곱에게 주어진 이름이다. 이스라엘이라는 단어를 집단을 묘사하기 위해 사용된 가장 오래된 유물은 고대 이집트의 메르넵타 석비(기원전 13세기 후반)이다.

## 국가 수립
1947년 11월 29일, 유엔 총회가 영국의 위임 통치를 받던 팔레스타인의 강제적인 분할 계획을 채택하여 실행을 추진하였으나, 이에 동의한 유대인과 달리, 이에 동의하지 않은 아랍인은 추후 이스라엘을 침공하게 된다. 1948년 5월 14일, 세계 시오니즘 단체 경영이사, 그리고 팔레스타인 유대인 기구의 대통령 다비드 벤 구리온은 "에레츠 이스라엘에서 유대 국가를 수립하고 이스라엘 국가로 한다."라고 선언했다.

## 독립
1948년 5월 14일, 영국의 위임통치 종료와 함께 독립이 되었다. 영국군이 철수한 다음날 동시에, 근처의 아랍 군대는 팔레스타인을 침공하고, 이스라엘 군대와 싸웠다. 이스라엘은 여러 번의 중동 전쟁을 하는 동안 요르단강 서안 지구, 시나이반도 (1967년 ~ 1982년 사이), 남레바논(1982년 ~ 2000년 사이), 가자 지구와 골란고원을 점령했다. 동예루살렘을 포함한 지역을 부분 합병했지만, 요르단강 서안 지구와의 국경은 논란이 되고 있다. 이스라엘은 이집트와 요르단과 평화 조약을 체결했지만, 팔레스타인과의 분쟁은 여전히 이 지역의 갈등의 불씨로 작용하고 있다.

## 인구

이스라엘의 인구 피라미드 (왼쪽 남성 오른쪽 여성

2021년 기준으로, 이스라엘 인구는 9,343,140명으로 추산된다. 이 중 74.2%는 이스라엘 정부 당국에 유대인으로 기록되었다. 아랍인들은 전체 인구의 20.9%를 차지하며 정부 등기소에 등록된 비아랍계 기독교인 및 무신론자들은 4.8%이다. 지난 10년간, 유럽, 아시아, 아프리카, 남아메리카에서 온 많은 이주 노동자들이 이스라엘에 정착했다. 정확한 수치는 알려져 있지 않지만, 그들의 많은 수는 불법으로 거주하며, 이들의 수는 166,000명에서 203,000명 사이로 추정한다 2012년 6월 무렵으로, 대략 60,000명의 아프리카계 이민자들이 이스라엘에 들어왔다. 이스라엘인의 대략 92%는 도시 지역에 거주한다. OECD가 2016년에 발표한 자료에 따르면, 이스라엘인들의 평균 수명은 82.5세로, 세계에서 6번째로 높았다.
이스라엘은 다민족국가로서 대부분의 이스라엘의 아랍인들은 이슬람교도이며, 네게브 사막의 베두인족과 같이 비교적으로 적지만 중요한 집단이다. 나머지는 기독교인들과 드루즈인이다.
그 외의 다른 소수 민족들에는 마론파, 사마리아, 아프리카계 히브리인, 아르메니아인, 체르케스인 등이 있다. 이스라엘은 또한 비시민권자 외국인 노동자들과 아시아와 아프리카의 망명 신청자들로부터 이민을 받는다.

## 역사
후기 청동기 시대 (기원전 1550 ~ 1150년)
가나안 사람들은 중기 청동기 시대(기원전 2100-1550년)에 처음으로 고고학적으로 확인되었다. 후기 청동기 시대(기원전 1550-1200년) 동안 가나안 지역 대부분은 이집트 신왕국에 조공을 바치는 속국으로 존재했다. 후기 청동기 시대가 끝나면서 가나안은 혼란에 빠졌고, 이집트의 지배는 완전히 붕괴되었다. 이 시기에 하솔, 벳스안, 므깃도, 에크론, 아쉬돗, 아스글론 등 주요 도시들이 파괴되거나 큰 피해를 입었다.
'이스라엘'이라는 이름은 기원전 1200년경의 고대 이집트 비문인 메르넵타 석비에서 처음 언급된다. 이스라엘인의 조상은 이 지역에 뿌리를 둔 고대 셈어를 사용하는 민족으로 추정된다. 이 지역의 사람들은 성서의 창세기의 족장들이나 출애굽기의 이스라엘 족속처럼 기근을 피하거나 직업을 얻기 위해 이집트로 이주하거나 이집트에서 다시 가나안으로 돌아오기를 반복했었으며, 이는 이집트 내의 셈족 도시 아바리스와 베니 하산 무덤 벽화를 통해서도 확인된다. 현대 고고학 기록에 따르면, 이스라엘인과 그들의 문화는 가나안 민족과 그들의 문화에서 발전된 독특한 단일신 신앙을 통해 분리되었다. 이들은 성서 히브리어로 알려진 고대 히브리어를 사용했다.
기원전 1200년경 무렵, 기후 변화와 사회 변화로 인해 고원 지대에서 유목 생활을 하며 도시인들에게서 곡물을 사먹던 유목민들이 도시들이 쇠락하자 곡물을 자체적으로 생산해야 해서 정착 생활로 바꾸어 정착하게 된 것이 이스라엘의 시작이었을 것으로 추정된다. 유목민이 주류였지만, 가나안의 도시 왕국들에서 이탈한 사회 하층민 계층("하비루 Habiru / 아피루 Apiru"는 사회적 하층민을 가리키는 명칭) 역시 초기 이스라엘의 일부가 되었을 것으로 추정된다.
이스라엘이 메르넵타 비문에 등장한 시기인 기원전 1200년경과 비슷한 시기부터 블레셋 사람들은 남쪽 해안 평야에 정착했다.
철기 시대 I (기원전 1150-950년)
고고학자 폴라 맥너트(Paula McNutt)는 "아마도 철기 시대에 이르러서야 가나안 사람들은 자신들을 '이스라엘인'으로 인식하기 시작했을 것이다. 이들은 혼인 금지, 가계와 계보, 종교 등을 통해 주변 이웃들과 차별화했을 것이다"라고 하였다.
후기 청동기 시대에는 고지대에 약 25개의 마을이 있었으나, 1차 철기 시대가 끝날 무렵에는 이 숫자가 300개 이상으로 증가했고, 정착 인구도 20,000명에서 40,000명으로 두 배가 되었다. 이러한 마을은 북부 지역에 더 많이 집중되어 있었고, 주거 유적을 남기지 않은 유목민들과 고원을 공유했을 가능성도 있다. 그러나 이 마을 사람들의 기원을 추적하려는 고고학자들과 역사가들은 이들을 특별히 이스라엘인으로 정의할 만한 뚜렷한 특징을 찾지 못했다. 네방형 집이나 입구에 테두리가 달린 'collared-rim' 항아리와 같은 이스라엘 정착지를 구분하기 위해 사용되던 요소들은 고지대 이외의 지역에서도 발견되었기 때문에 이스라엘 정착지를 구별하는 데 더 이상 사용될 수 없게 되었다. 고지대 마을에서 발견된 도자기는 저지대 가나안 지역의 도자기보다 더 단순하지만, 그 형태는 이전 가나안 도자기에서 발전한 것이었다.
이스라엘 핀켈슈타인(Israel Finkelstein)은 초기 고지대 일부 지역에서 나타나는 타원형 또는 원형 마을 배치와, 돼지 뼈의 부재가 특정 민족의 특징일 수 있다고 제안했지만, 다른 학자들은 이것이 단순히 고지대 생활에 적응한 결과일 뿐이며, 반드시 민족적 기원을 나타내는 것은 아니라고 반박했다. 또한, 당시의 다른 아람 유적지에서도 돼지 유해가 발견되지 않았는데, 이는 가나안이나 블레셋 유적과는 다른 특징이다.

《성경: 고고학인가 전설인가》(The Bible Unearthed, 2001)에서 핀켈슈타인과 실버만은 최근 연구를 요약했다. 그들은 1967년까지 팔레스타인 서부 고원지대에 위치한 이스라엘의 중심부는 사실상 고고학적으로 잘 알려지지 않은 지역이었다고 밝혔다. 이후 유다, 베냐민, 에브라임, 므낫세 지파의 전통적인 영토가 집중적으로 조사되었고, 이 조사는 철기 시대 초기 이스라엘 지역에 블레셋과 가나안 사회와는 다른 새로운 문화가 갑작스럽게 등장했음을 보여주었다. 이 새로운 문화는 블레셋 식단의 약 20%가 돼지고기였던 것과 달리 돼지고기를 먹지 않으며, 고도로 장식된 도자기를 사용하는 블레셋/가나안 관습을 버리고, 할례를 시행하는 특징을 가진다.
일련의 발굴조사는 초기 이스라엘 역사 연구에 혁신을 가져왔다. 고지대의 빽빽한 마을 네트워크 유적의 발견은 기원전 1200년경 가나안 중앙 산악 지대에서 급격한 사회적 변화를 보여주었다. 폭력적인 침략의 흔적이나 명확한 민족 집단의 침투는 없었으며, 오히려 생활 방식의 혁명으로 보인다. 인구가 드문드문했던 남쪽 유다 산에서 북쪽 사마리아 산에 이르기까지, 쇠퇴해 가던 가나안 성읍들로부터 멀리 떨어진 고지대에 약 250개의 산꼭대기 마을이 갑자기 나타났다. 여기에 최초의 이스라엘인들이 존재했다.
이처럼 현대 학자들은 이스라엘이 가나안 고지대의 기존 주민들로부터 평화롭게 내부적으로 발생했다고 본다.
광범위한 고고학적 발굴을 통해 초기 철기 시대 동안 이스라엘 사회의 모습을 알 수 있게 되었다. 고고학적 증거는 이스라엘 사회가 자원이 제한되고 인구가 적은 작은 마을들로 구성되었음을 보여준다. 이 시기 이스라엘인들은 주로 인구 300~400명 이하의 작은 마을에 거주했으며, 마을은 언덕 꼭대기에 위치해 있었다. 그들의 집은 중앙 뜰을 둘러싸고 지어졌으며, 돌로 된 기초와 때로는 나무로 만든 2층이 있는 흙벽돌 집으로, 방은 서너 개 정도였다. 주민들은 농사와 목축을 통해 생계를 유지했으며, 산비탈에 테라스를 만들어 다양한 작물을 재배하고 과수원을 유지했다. 마을은 경제적으로 자급자족했으며, 경제적 교류도 활발히 이루어졌다.
판관기 등 성경에서는 이스라엘 왕정이 등장하기 전 초기 이스라엘 사람들은 성경에 나오는 판관들이 지도했다고 나온다. 이 기록의 사실성에 대해 학자들의 의견이 분분하지만, 지역의 추장과 정치 지도자들이 보안을 제공했을 가능성은 있다고 본다. 작은 마을들은 성벽이 없었지만, 해당 지역의 주요 도시와 긴밀한 관계를 맺고 있었을 가능성이 높다. 기록과 문자 사용은 작은 지역에서도 확산되어 기록이 가능해졌다.
이스라엘과 유다 왕국의 초기 존재와 그 범위와 권세에 대해서는 논쟁이 있다. 이스라엘 연합 왕국이 있었는지 확실하지 않다. 통일 이스라엘 왕국에 대해 현대 고고학에서 상당한 지분을 차지했던 이론은 이스라엘 핀켈슈타인이 제시한 '저연대Low Chronology' 이론이다.:59–61 이 이론에서 제시하는 층서학적 모델에 따르면, 그동안 통일 이스라엘 왕국의 것으로 인식되던 유물이나 유적들(므깃도, 게셀, 하솔의 마병장)은 기원전 10세기가 아닌 기원전 9세기로 비정되는 것이 타당하다. 그리고 다윗 왕은 기원전 10세기~9세기로 비정하는데, 강한 왕권을 가졌다기 보단 유다의 소규모 부족의 족장 수준의 인물로 북이스라엘 왕국과는 무관하다고 본다. 그는 기원전 10세기에 기브온-기브아 고원을 기반으로 급작스럽게 정치 세력이 형성되고 성서의 시삭인 쇼솅크 1세에 의해 파괴된 후 작은 도시 국가들로 분열되어 회귀하였으며, 이후 기원전 950년에서 900년 사이에 또 다른 정치 세력이 북부 고지대에서 나타나 결국 이스라엘 왕국의 전신으로 간주될 수 있는 디르사를 수도로 삼았다고 주장하기도 하였다. 그러나, 그의 저연대 이론과 달리 그의 기브아-기브온이나 디르사 정치 세력 등에 대한 이스라엘 왕국의 초기 발전사에 대한 해석은 학계의 비판을 받았는데, 또 다른 학자인 윌리엄 데버는 그의 해석에 대해 "수많은 오류, 잘못된 표현, 지나친 단순화, 모순"으로 가득 차 있다 말하며 가혹하게 비판했고, 아론 버키는 성경 및 성경 외적 출처로 증명할 수 없는 여러 가지 추측을 담고 있다는 말을 남겼다. 또한, 저연대 이론 역시 모든 고고학자들이 동의하는 주장은 아니다. 아미하이 마자르 교수가 그 대표적인 예신데, 예루살렘과 기원전 11-10세기의 유적인 키르벳 케이야파에 대한 발굴조사가 진행됨에 따라 오늘날 일부 고고학자들은 기원전 11-10세기의 통일 이스라엘 왕국의 존재를 인정한다.
어느 한쪽이 절대적이라고 보기 어렵기에 일반적으로 현대의 역사학자들과 고고학자들은 북쪽 이스라엘 왕국이 ca. 기원전 900년에는, 그리고 유다 왕국은 ca. 기원전 850년에는 존재했을 것으로 본다. 
철기 시대 II (기원전 950–587년)

이스라엘 왕국은 두 왕국 중 더 번영했고 곧 지역 강국으로 발전했다. 오므리 왕조 시대 이스라엘은 사마리아 , 갈릴리, 요단 계곡 상류, 샤론 및 트랜스요르단의 대부분을 통제했다.  사마리아는 레반트에서 가장 큰 철기 시대 구조물 중 하나의 본거지였다. 

이스라엘 왕국과 유다 왕국

북쪽의 이스라엘 왕국은 기원전 722년 아시리아에 멸망당하며, 남쪽의 유다 왕국은 기원전 586년에 신바빌로니아에 멸망당했다.

## 고전 시대
신바빌로니아 기원전 539년에 페르시아 제국에 멸망하며, 페르시아 제국의 키루스 2세에 의해 바빌론으로 끌려간 유대인들이 예루살렘으로 돌아와 성전을 재건했다. 그 후 이 지역은 알렉산더 대왕의 동방원정 중에 정복되었다. 알렉산드로스 대왕의 사후, 마케도니아는 분열하여, 팔레스타인과 유대 지역을 셀레우코스 제국(시리아 왕국)와 프톨레마이오스 왕국(이집트)이 각각 다른 시기에 지배하게 되며, 마카베오 전쟁을 거쳐 유대인의 왕국 하스몬 왕조가 세워졌다.:53~59
기원전 1세기경 하스몬 왕조는 로마 제국의 보호국이 되며, 그 후 로마 제국의 속주인 유대 속주가 된다.:63~64 기원후 66년 제1차 유다 전쟁이 발발하나, 70년 로마 제국에 의해 진압된다.:75~79 132년 바르 코크바의 난(제3차 유다 전쟁)이 일어나, 135년 다시 로마 제국에 진압되어, 시리아의 속주가 되었다.:82~89 이후 유다인들은 중동 전역으로 흩어지며, 난민들이 세운 디아스포라가 다수 발생하게 된다.:98~99

### 중세

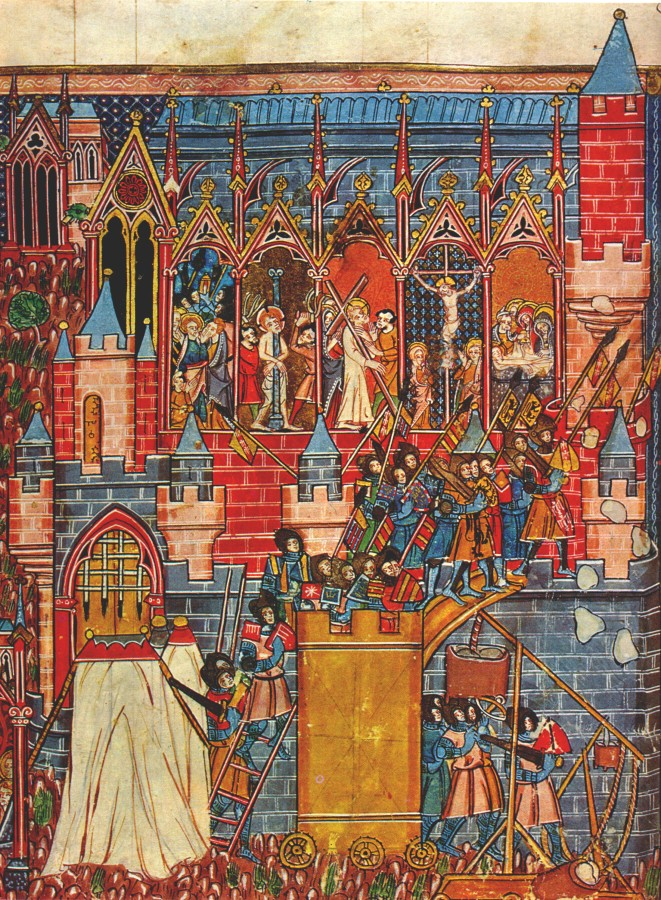
예루살렘 공방전(1099년)

636년 동로마 제국이 정통 칼리파에 패배한 이래, 오스만 제국의 멸망에 이르기까지 이 지역의 패권은 거의 이슬람 국가 밑에 놓이게 된다. 1099년 제1차 십자군 전쟁 시기에, 예루살렘을 중심으로 한 그리스도교 국가 예루살렘 왕국이 세워지기도 하였으나, 1187년 하틴 전투에서 아이유브 술탄국에 의해 예루살렘은 다시 점령되어, 1200년 즈음에는 예루살렘 왕국의 세력은 지중해 연안으로 국한되게 된다. 예루살렘 왕국은 1291년 맘루크 술탄국에게 패하여 멸망하며, 1517년 오스만 제국이 맘루크 술탄국을 멸망시키고 이 지역을 지배한다.

### 현대 이스라엘

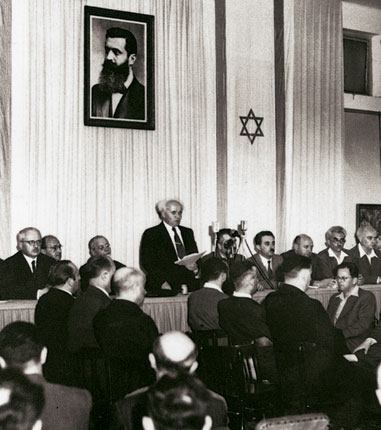
1948년 텔 아비브에서 이스라엘의 독립을 선언한 다비드 벤구리온. 그는 이스라엘의 총리였다.

제1차 세계 대전에 동맹국으로 참전하여 패전한 오스만 제국은 현재의 터키를 제외한 중동 지역 대부분을 영국과 프랑스에 내주게 되며, 트랜스요르단 (지금의 이스라엘이 위치한 곳이며 지금은 팔레스타인으로 불림) 지역은 영국의 식민지가 되었다. 오스만의 세금 정책에 의해 황무지가 되었던 트랜스요르단은 유대인들과 아랍 유민들이 유입되어 여기저기 공동체 마을들이 형성되었다.
현대 이스라엘은 19세기의 시온주의 운동과 20세기 제 2차 세계대전 중 발생한 유대인 학살을 배경으로 1948년, 영국으로부터 독립하였다. 하지만 팔레스타인 지역을 위임 통치하던 영국은 이중적으로 아랍 측에게 맥마흔 선언을 하여, 샤리프 후세인에게 아랍인들이 전쟁에 참여하게 된다면 칼리프 중심의 아랍인의 나라를 이 땅에 지어주겠다는 보장을 하였고, 1916년 6월 5일을 기하여 봉기를 일으켜 스스로 아랍의 왕임을 자처했다. 이후 1917년, 유대인의 지원을 받기 위하여 영국의 외무장관 밸푸어가 가나안 지역에 유대인 국가 건설을 지지하는 밸푸어 선언을 하여, 1920년 영국의 공식 외교 정책이 되었다.
하지만 아랍과 유대인에게 이중적인 약속을 함에 따라, 추후에 유대인과 아랍인 간의 갈등을 유발하게 되는 하나의 계기가 되었다. 영국군이 위임통치령 지역을 철수하기 이전부터 이주 유대인과 아랍인 간 테러와 학살같은 국지적인 충돌이 있었고, 유대인과 아랍인들은 자치 민병대를 조직하기 시작했다. 이후, 영국의 공식적인 철군이 이뤄진 다음날, 이스라엘은 공화국을 선포하였고 그 동시에 아랍인들의 물리적인 침공을 받게 된다. 이것이 제1차 중동 전쟁이다. 이후 유대인들은 기존 이르군과 하가나 등 극우 시온주의 민병대를 확대하여 방위력을 증강시켰다. 이스라엘은 서방으로부터의 무기지원을 받아 아랍 연맹을 물리치고 제1차 중동 전쟁을 승리로 이끌었다는 주장이 있으나, 제 1차 중동 전쟁의 경우에는 미국을 포함한 서방의 지원은 없었고, 되려 전후 피로감에 영국, 프랑스, 미국 어느 나라도 이스라엘에 무기 지원은커녕 판매조차 소극적이었던 탓에 쏟아지던 전후 물자들을 매입하여 방위력 공백을 메꾸었다. 그리고 이스라엘은 이후 제2차 중동 전쟁(시나이 전쟁)과 제3차 중동전쟁(6일 전쟁)을 승리로 이끌었고, 차후 중동 전쟁들에서 서방의 지원을 얻어낼 수 있었다. 그러나 팔레스타인을 포함한 아랍국가들은 아라비아 지역에서의 유대인 국가 건설에 부정적이었고, 이후 유대인-아랍인 간의 충돌은 지속되었다. 한편, 팔레스티나 지역(가나안 연안)의 아랍인들은 스스로를 팔레스타인 주민, 그들의 거주 구역을 팔레스타인으로 부르기 시작했다. 이는 팔레스타인이라는 공동체가 본래 토착민으로서 거주하고있던 것이 아니라, 20세기 유대인들의 이주와 동시에 이 지역으로 밀려들어온 아랍인들을 뜻한다.
장기간에 걸친 팔레스타인과의 분쟁 결과, 1993년에 PLO와 자치에 합의하여 팔레스타인 자치 정부가 가자 지구와 요르단강 서안 지구에 세워졌으나 현재까지도 분쟁은 계속되고 있다.
이스라엘에 복수를 다짐하던 안와르 사다트가 이집트 대통령에 취임하면서 다시 중동에는 긴장감이 고조되었다. 1973년 10월 6일, 드디어 이집트는 유대인들의 속죄일 욤키푸르 당일 이스라엘이 점령중이던 시나이반도를 기습을 감행하기에 이르렀다. (제 4차 중동전쟁) 그러나 이스라엘은 이집트 방면으로는 본토까지 시나이반도 지역이 완충지 역할을 하였으나, 북부 골란고원을 넘어서는 시리아군은 바로 본토로 들어오기 때문에, 전략상 시리아군이 포진한 곳을 공습하면서 전세를 역전하기에 이르렀으며 끝내 제4차 중동전쟁(욤키푸르 전쟁)까지 승리로 이끌어냈다. 하지만 이 전쟁으로 이스라엘 또한 많은 피해를 입었다.

## 자연 환경

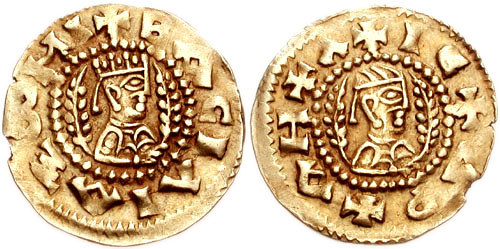
이스라엘 지도

### 지리
이스라엘은 북쪽으로는 레바논, 북동쪽으로는 시리아, 동쪽으로는 요르단, 남서쪽으로는 이집트, 서쪽으로 지중해와 접해 있다. 이스라엘은 지리적 특징상 아시아나 아프리카에 가까우며 민족적 특성상으로도 오히려 아프리카인 이집트에 가깝다. 바다와 사막의 사이에 펼쳐진 지역으로 특이한 기후로 인하여 이웃 민족 간에 분쟁이 일어나기도 하였다. 팔레스틴은 여러 작은 지역들로 나뉘어 있는데 이 작은 지역들은 서로 전혀 판이하다. 이들은 해안평야 지대, 구릉 지대, 중앙 산맥 지대, 요르단 계곡 지대, 트랜스요르단 지대, 그리고 북쪽과 남쪽의 이스르엘 평야 지대와 네게브 광야 지대 등이다.

### 기후
이스라엘의 기후는 작은 면적에 비해 상당히 복잡한 편이다. 이스라엘의 기후 분포를 이해하려면 이스라엘이 열대성 기후와 온대성 기후의 교차 지점에 있고, 지중해와 아라비아 사막 사이에 위치하고 있으며, 이스라엘 여러 지역간의 지형적인 차이점이 있음을 고려해야 한다.
우선 이스라엘의 기후는 열대성 기후와 온대성 기후로 뚜렷하게 교체되는 계절현상을 보여준다. 연중 4월에서 10월 사이엔 덥고 건조한 긴 여름이 계속되며, 11월에서 이듬해 3월까지의 겨울은 온난하고 다습하다. 이스라엘은 일년이 여름과 겨울로 양분되는 지역이다.
이스라엘 기후는 계절이 뚜렷하게 교차되는 특성으로 인해 더위, 추위, 이슬, 서리, 바람, 눈, 얼음 등의 다양한 기후 현상을 보인다. 해안은 전형적 지중해성 기후여서, 여름에는 32 ~ 37 °C까지 올라간다. 한편 고원지대는 더욱 건조하고 서늘한 기후를 보여서 여름에도 지내기 쉽고, 겨울에도 간간이 내리는 비 사이에 밝은 태양이 비치기도 한다. 남부 네겝 지방은 사막 기후이기에 여름에도 밤에는 기온이 급격히 내려가며 대체로 겨울에 지내기 좋은 기후이다. 예루살렘 등의 고원지대는 더욱 건조하고 서늘한 기후를 보이며, 겨울에도 비와 밝은 태양을 볼 수 있다.
또한 이스라엘은 지정학적으로 서쪽의 지중해라는 큰 바다와 동쪽의 거대한 아라비아 사막 사이에 끼어 있다. 그래서 이스라엘은 아열대성 기후와 지중해성 기후가 교차하는 독특한 기후조건을 지니고 있다. 여름철에는 건조하고 뜨거운 열기의 바람으로 견디기 힘든 여름철 기후를 형성한다. 그리고 겨울철에는 건조하고도 차가운 바람으로 체감 온도를 더욱 낮게 만든다. 유다 광야와 사해 주변 지역은 사막기후의 영향력이 크게 나타나는 대표적 지역이다. 따라서 이 지역은 목축문화가 발달했다.
이스라엘의 기후를 결정하는 또 다른 중요한 요소는 이스라엘 각 지역의 지형적 차이다. 지형의 높고 낮음의 차이는 이스라엘에서 강우량을 결정하는 중요한 요인이 되기 때문이다. 약 9개월 동안의 건기 때는 비가 한 방울도 오지 않는 날씨가 계속된다. 바다에 가까운 해안 평야나 중앙 산지의 서편 곧 바다 쪽에 연한 기슭에는 농경에 충분한 양의 비가 내리며, 여름철에도 다른 어느 지역보다 많은 양의 이슬이 내린다. 따라서 이스라엘에서는 바다에 가까울수록 비옥한 농경지가 형성되어 있다.

#### 비
이스라엘의 우기철은 이른비, 겨울비, 늦은비가 내리는 세 시기로 구분된다. 이른비는 겨울철이 시작기인 10월 ~ 11월경에 내리는 비다. 그 양은 여름 동안 극도로 건조해진 땅에 물기를 뿌려주는 정도이다. 그러나 이른비로 인하여 여름철 동안 마른 땅은 부드러워 지고, 농부들은 땅을 기경하여 파종할 수 있다. 따라서 이스라엘에서는 이른비가 적당한 시기에 내려야 파종을 제때에 할 수 있다. 사막이나 광야지역에도 이른비가 내림으로 목축을 위한 초지가 형성되기 때문에 이른비는 유목민들에게도 매우 중요하였다.
장마비 또는 겨울비는 12월에서 2월 사이에 내리는 본격적인 비이다. 일년 중에 내리는 강우량의 대부분이 이 기간 동안에 내린다. 때로는 천둥과 번개를 동반한 소낙비가 내려 계곡에는 갑작스럽게 급류가 흐른다. 고대 이스라엘은 장마비를 방수가 잘 되어있는 저수조에 모아 여름철 급수를 대비하였다.
‘봄비’라고도 명명되는 늦은비는 3월-4월경에 내린다. 늦은비는 겨울동안 자란 농작물의 마지막 결실을 충실하게 만드는 역할을 한다. 따라서 늦은비는 곡식의 결실에 절대적으로 필요하다. 이스라엘 사람들은 늦은비를 축복의 단비라 불렀다.
강우량은 지역별로 다른데, 중앙산지는 다른 지역보다 많은 비가 집중적으로 내린다. 산간지역에 내리는 대부분의 겨울철 빗물은 석회암층을 침투하여 땅 깊은 곳에 형성된 지하수층으로 내려가며, 이러한 지하수들은 곳곳에서 샘을 이루어 땅 위로 분출한다. 이스라엘에서의 강우량과 비가 내리는 날수는 남쪽보다 북쪽으로 갈수록 많아진다. 또 산지에서의 강우량은 사막에 인접한 동편 기슭보다 바다에 인접한 서편 기슭이 언제나 많다. 그리고 물의 증발 정도는 태양에 더 많이 노출되어 있는 남쪽에서 보다 더 크다. 이 세 가지 요소를 종합하여 볼 때, 이스라엘에서의 서쪽지역과 북쪽지역은 남쪽지역과 동쪽지역보다 강우량이 더 많고 농작물의 재배에도 적합한 지역이다.

## 정치 및 외교

이스라엘은 공화정이며 의원 내각제를 채택하고 있으며, 대통령은 의례적인 역할을 수행한다. (이스라엘의 정당 참조) 현재 총리는 2009년 3월 31일 취임한 베냐민 네타냐후이다. 이스라엘은 전 세계에 161개국과 외교 관계를 맺고 94개의 대사관을 가지고 있다. 그러나 대부분의 이슬람 국가와는 적대적인 관계에 있으며, 상당수 이슬람 국가들과는 외교 관계도 없고 이들 국가는 이스라엘을 승인하지 않고 있다. 아랍 연맹 회원국 중에서는 이집트, 요르단과만 정식 외교관계를 맺고 있다. 이집트와는 1979년에, 요르단과는 1994년에 평화조약을 각각 체결하였고, 모리타니는 1999년에 이스라엘과 완전한 외교 관계를 수립하였으나 최근 단교했다. 역시 이슬람 국가인 이란과도 외교 관계가 없으며, 인도네시아·말레이시아·파키스탄 등 일부 남아시아·동남아시아의 이슬람 국가와도 외교 관계가 없다. 비이슬람권 국가 중에서는 조선민주주의인민공화국과 쿠바(쿠바 혁명 이후)는 최근 이란과 중국 같은 반미주의적 핵무기 보유국들의 동맹국이면서 시리아나 베트남 라오스 베네수엘라 이라크나 영국 북아일랜드의 아일랜드 공화파 마르크스주의 단체, 콜롬비아의 FARC 무장단체 및 기타 반이스라엘 무장단체에게 핵 기밀 정보들을 공유한다는 이유로 테러국가로 간주하고 있으며, 최근 가자 지구 사태로 라틴 아메리카의 좌파 정권 국가인 니카라과·베네수엘라·볼리비아 그리고 쿠바와 외교관계가 단절되었다. 이스라엘 주변의 이슬람교 국가들이 엘알 이스라엘 항공 등 이스라엘 국적 항공사나 대한항공 등 제3국가 국적의 항공사 소속 비행기들이 자국 영공 통과를 금지하고 있는 것도 이 때문이다.

### 한국-이스라엘 관계
대한민국과는 1950년 한국 전쟁에서 의료 부대를 파병한 이후, 1962년 4월 수교하여 지금까지 계속 우호적인 관계를 유지하고 있다. 1962년 5월 7일경, 이스라엘은 주일 이스라엘 대사 다니엘 레빈을 한국 대사직(비주재)에 겸임하도록 임명하였다. 그러나 대한민국이 원유 수급과 건설시장 확보를 위하여 아랍 국가와의 관계를 강화하자, 대한민국과 이스라엘의 관계가 위축되었다. 이스라엘은 1978년 주한 대사관을 폐쇄하고, 주일 대사관에서 대한민국 관련 업무를 담당하도록 하여 양국의 관계는 다소 소원해졌다. 그러나 1980년대 이후 관계 개선의 필요성이 커져, 양국은 1992년과 1993년 상주 대사관을 각각 재개설하였고, 다시 우호적인 관계가 유지되고 있다. 대한항공이 이스라엘 텔아비브로 주 3회 (화요일, 목요일, 토요일) 취항하며 이 때는 이스라엘의 적국 영공을 통과하지 않기 위해 지중해 쪽으로 돌아가는 항로를 이용한다.

### 북한과의 관계
한편 북한은 팔레스타인, 이란, 이라크, 파키스탄, 시리아, 방글라데시, 요르단, 그리고 레바논의 헤즈볼라 세력과 예멘의 후티 반정부군 밑 기타 아랍 국가들을 지지 및 지원하고 있어서 이스라엘과 적대 관계에 있으며, 서로를 승인하지 않고 있다.
이스라엘과 북한은 현재까지 양국간의 외교관계가 없다. 특히 북한이 이스라엘의 적국인 팔레스타인을 국가로 인정하며 국교를 수립하였고 아랍-이스라엘 분쟁 당시 북한이 이스라엘의 적이었던 이집트, 요르단, 시리아 등에 군사 지원을 하였던 것으로 알려져서 사이가 좋지 않은 편이다. 또한 레바논의 헤즈볼라, 예멘의 후티 반군, 이라크 이슬람 민병대같은 친-이란 시아파 이슬람 무장 반군 단체나, 영국 아일랜드의 마르크스주의 무장 단체 IRA 및 콜롬비아의 친-차베스주의 FARC 게릴라 무장단체, 또는 이스라엘의 동맹 에티오피아의 적국인 에리트리아랑 긴밀한 관계를 유지하는 에티오피아의 티그레이 반군 단체에게 무기 기밀을 공유하고 다닌다는 이유로 이스라엘은 이러한 북한을 테러지원국으로 보고있으며, 북한 역시 현재까지 이스라엘을 국가로 인정하지 않는다. 또한, 미국은 북한을 적국으로 여기고 있기에 이스라엘도 북한과 적대 관계를 유지하고 있다.

### 미국과의 관계
이스라엘과 미국은 건국 이래로 최대이자 친밀한 동맹관계를 유지하고 있으며 미국은 이스라엘과 아랍의 문제에서도 이스라엘을 적극지지하는 노선을 취하고 있다. 팔레스타인의 유엔 정회원 가입여부에 대해서도 양국은 반대 입장을 나타냈으며 정치 외에도 군사면에서 상호간의 교류를 통해서 동맹을 과시하였다. 미국 대통령 도널드 트럼프는 이스라엘을 적극 지지하며 예루살렘을 이스라엘의 공식 수도로 인정하고 주(駐)이스라엘 미국 대사관을 텔아비브에서 예루살렘으로 이전하겠다고 선언하였다.

### 시리아와의 관계
이스라엘과 시리아 양국 정부는 2008년 5월 이후, 터키의 중재로, 간접 평화교섭을 재개하였다. 그러나 같은 해 여름 에후드 올메르트 총리가 사의를 표명하여 교섭도 중단되었고 게다가 같은 해 말, 이스라엘의 가자 공격을 이유로 시리아는 교섭 동결을 표명하였다. 최대의 쟁점은 골란고원의 귀속문제인데, 시리아와 이란 간의 관계, 시리아가 지원하는 레바논의 시아파 조직 헤즈볼라와 예멘의 시아파 조직 후티 반정부군과의 무장문제, 그리고 친 이스라엘 성향을 지닌 시리아의 마론파 단체의 탄압문제 등도 교섭 과제이다. 미국의 오바마 정권은 시리아와의 관계 수복을 도모하여, 평화교섭재개의 환경을 조성하는데 열의를 보이고 있다. 또한 2009년 3월에 발존한 이스라엘의 베냐민 네타냐후 정권도 교섭재개의 원칙을 향한 자세를 보이고 있다. 그러나 이 정권은 골란고원 반환에 소극적이고, 시리아도 또한 이 정권에 강한 불신감을 표명하고 있는 등, 교섭재개를 향한 구체적인 움직임은 아직 없다.

## 행정

### 행정 구역
자국 헌법상의 수도는 예루살렘(히브리어로는 '예루샬라임', 아랍어로는 '알 쿠드스')이지만 국제적으로 인정되지 않으며, 텔아비브가 사실상의 수도 역할을 하고 있다. 이스라엘의 지명은 대부분 성경에서 차용한 이름을 사용한다.

## 국방

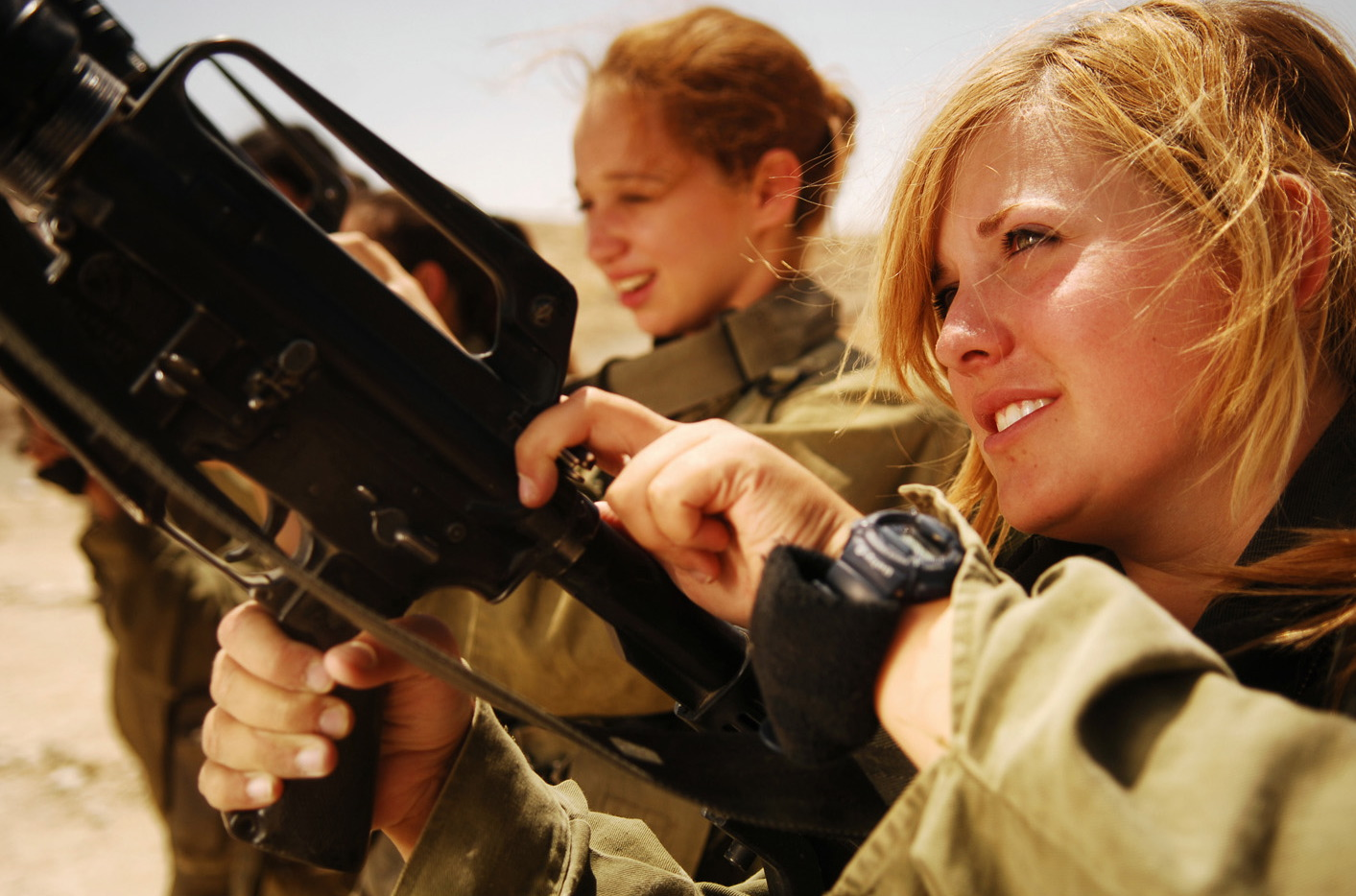
이스라엘의 여군

이스라엘은 인접 아랍국가들과 팔레스타인과의 잦은 분쟁 때문에 징병제를 채택한 국가로서 남자와 여자 모두 병역 의무를 지고 있고 병역 기간은 남자는 36개월, 여자는 24개월 동안 복무하도록 규정되어 있다. 특히 유대교를 믿는 사람들과 드루즈교를 믿는 사람들은 군에 복무해야 한다. 1995년부터 폭력에 반대하는 평화주의 신념에 따라 병역을 거부하는 신념에 의한 병역거부를 허용하고 있는데 정부의 까다로운 검증을 거쳐야 한다. 본인이 이슬람교 신자이거나 무종교인 사람이라면 징집이 되지 않으나 자원입대는 허용하고 있다. 또한 기혼자 역시 병역 면제 대상인데 바 라파엘리가 이를 이용해서 병역망을 벗어났다.
이스라엘 방위군(약칭 IDF)은 미국제 최신 장비를 보유하고 있다. 오랜 기간 동안 미국의 묵인 혹은 지원하에 핵무기를 개발하여 주변 국가들을 겨냥해 네게브 사막 깊숙한 곳에 수백기의 핵탄두를 숨겨놓았다. 비공식 핵 보유국이다.
이스라엘은 선진국들 중에서 사우디 아라비아와 오만 다음으로 가장 높은 GDP 대비 국방비를 지출하고 있는 나라다. 이스라엘 방위군(IDF)은 이스라엘의 보안 조직들 중 유일한 군사 조직이며 내각에 속한 참모총장의 지휘를 받고 있다. IDF는 육군, 해군, 공군으로 이루어져 있다. 이스라엘 방위군은 1948년 아랍-이스라엘 전쟁 기간 동안 건국 이전부터 존재했던 하가나 같은 준군사조직들이 통합되면서 세워졌다. IDF는 또한 군 정보부에 많이 의지하며 짧은 역사 속에서 여러 주요 전쟁들과 국경 분쟁에 참여하였기 때문에 세계에서 가장 실전에 능숙한 군대가 되었다.
최선임자는 합동참모의장 격인 최고사령관이 소장이다.

## 경제

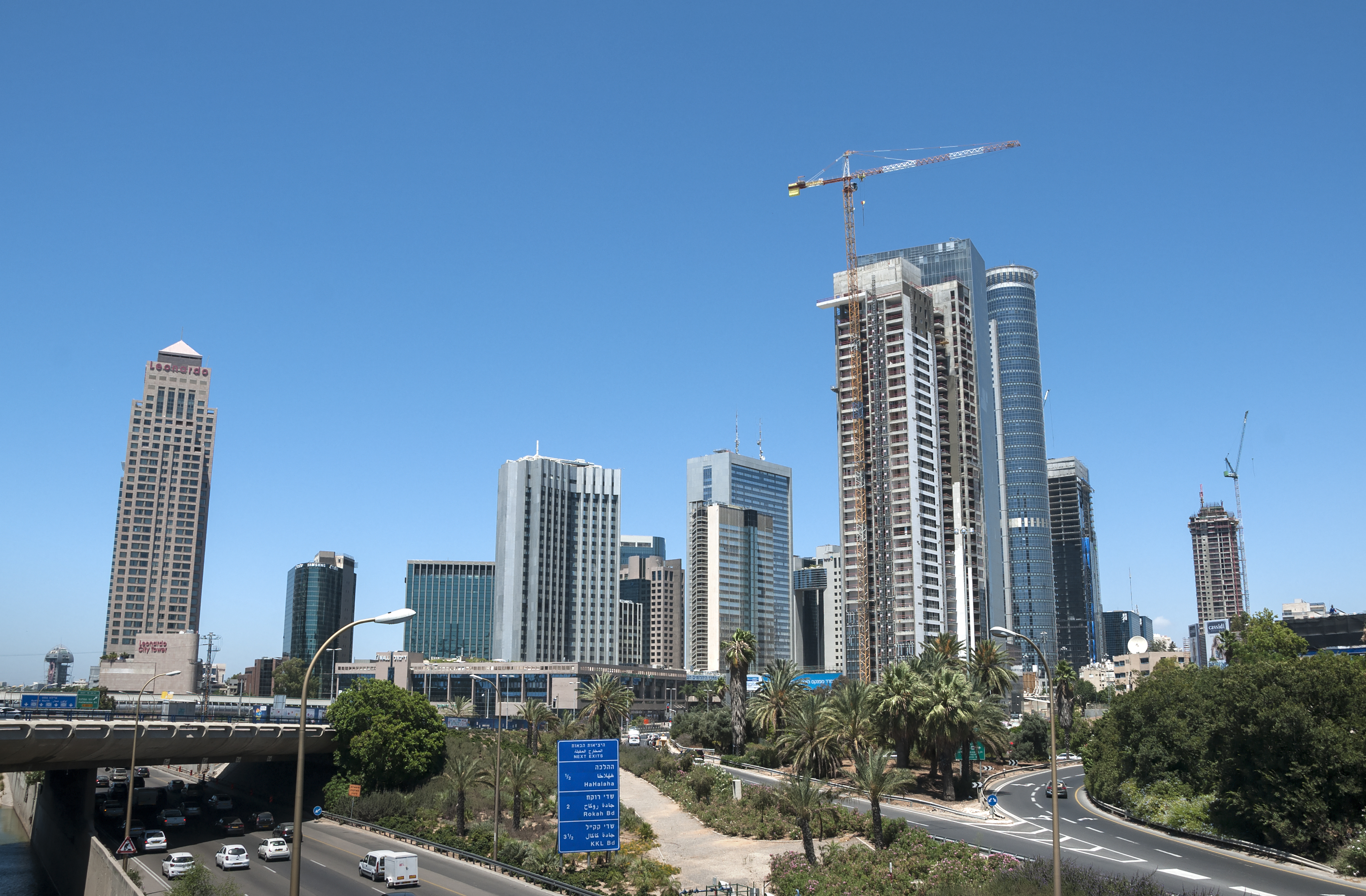

독립 초기에는 미미하였지만, 이스라엘의 경제는 오히려 주변 아랍국가를 뛰어넘고 있는 실정이다. 2023년 IMF는 이스라엘의 GDP를 5,640억 달러, 1인당 GDP를 58,270달러(세계 13위)로 추정했는데, 이는 다른 선진국과 부유한 국가들과 비교할 수 있는 수치이다. 이스라엘은 중동에서 성인 1인당 평균 재산이 가장 많다. 이코노미스트지는 2022년 선진국 중 4번째로 경제가 가장 성공한 국가로 이스라엘을 선정했다. 중동에서 억만장자 수가 가장 많은 국가는 18위이다. 이스라엘의 양질의 대학 교육과 높은 의욕과 교육을 받은 대중의 형성은 국가의 높은 기술 붐과 빠른 경제 발전에 박차를 가하는데 큰 책임이 있다. 2010년 OECD에 가입했다. 이스라엘은 세계경제포럼의 글로벌 경쟁력 보고서에서 20위, 세계은행의 기업하기 쉬운 지수에서 35위를 차지했다. 이스라엘은 또한 고숙련 고용 인구의 비율로 세계 5위를 차지했다. 이스라엘의 경제 데이터는 골란고원, 동예루살렘, 요르단강 서안 이스라엘 정착촌 등 이스라엘의 경제 영토를 포함한다.

### 무역
2017년 기준으로 이스라엘의 주요 수출 상대국은 미국(27.89%), 영국(8.45%), 홍콩(6.9%), 중국(5.41%)이다. 주요 수입 상대국은 미국(11.7%), 중국(9.44%), 스위스(7.96%), 독일(6.83%), 영국(6.23%)로 주요 수출입 상대 국가는 근방국인 아랍국가에 대비하여 제1세계의 비중이 높다.
2017년 기준으로 총수출액은 61,150백만 달러, 총수입액은 69,116백만 달러이다. 주요 수출 품목은 가공 다이아몬드(12,294백만 달러, 약 구성품(3,841백만 달러), 의약품(3,091백만 달러), 모놀리식 회로, 디지털 제품(2,711백만 달러), 비가공 다이아몬드(2,396백만 달러)이다. 주요 수입 품목은 석유(4,490백만 달러), 비가공 다이아몬드(3,447백만 달러), 가공 다이아몬드(3,289백만 달러), 석유(1,933백만 달러), 사진 장비(1,863백만 달러)이다.

### 교통
이스라엘은 종횡단거리가 짧아서 자동차, 버스, 트럭과 가장 멀리 떨어진 곳으로도 쉽게 갈 수 있게 해주는 광범위한 도로망이 주요한 교통수단이 되고 있다. 이스라엘에는 공도(公道)라는 도로가 있다. 예를 들자면 공도 제1호선 (이스라엘), 공도 제40호선 (이스라엘), 공도 제60호선 (이스라엘), 공도 제90호선 (이스라엘) 등과 같은 공공도로를 줄여서 공도(公道)라고 가리키나, 이는 일반 국도의 지위를 유지하고 있는 역할을 하는 것이 대표적이다.
철도는 1,277km(793마일)에 걸쳐 뻗어 있으며 국영철도회사인 이스라엘 레일웨이스에서만 운영한다. 1990년대 초중반부터 시작된 주요 투자에 따라, 연간 열차 이용객 수는 1990년 250만 명에서 2015년 5,300만 명으로 증가했으며, 또한 연간 750만 톤의 화물을 철도로 수송하고 있다. 전국으로 예루살렘, 텔아비브, 하이파, 나하리야를 오가고 있다.
이스라엘은 텔아비브 근처에서 국제 항공 여행을 위한 주요 중심지인 벤구리온 국제공항, 최남단 항구 도시인 아일라트와 북부의 하이파 공항에 서비스를 제공하는 라몬 공항 등 세 개의 국제 공항이 있다. 그중 벤구리온 국제공항은 이스라엘의 가장 큰 주요 국제 공항이며, 2015년에 1,500만 명 이상의 승객을 처리했다.
이스라엘에는 세 개의 주요 항구가 있다. 지중해 연안에 있는 이 나라에서 가장 오래되고 가장 큰 하이파 항구, 아슈도드 항구, 그리고 홍해에 있는 더 작은 아일라트 항구이다.

## 사회

### 국민
유대인이 대부분이고, 팔레스타인인과그 밖에 많은 소수민족이 있다. 한국인은 유학이나 사업 관계로 소수가 거주한다. 유대인은 건국 이후 주변 아랍 국가와 세계 여러 나라에서 유입되어 그 수가 크게 불어났으나, 최근에는 팔레스타인인의 출생률이 높아 팔레스타인인의 비중이 커지고 있다. 이스라엘 국적의 팔레스타인인은 이스라엘 국민으로서 법적으로 유대인과 동등한 지위를 보장받으며(단, 무슬림인 경우 군복무 의무는 없음), 국회에는 의석의 일정 비율은 팔레스타인인에게 의무적으로 배당하도록 되어 있다. 그러나 팔레스타인인들은 이스라엘에서 소수인으로 불리한 입장에 놓여 있고, 교육과 취업의 기회도 적기 때문에 유대인에 비해 사회·경제적 조건이 열악하다.

### 언어

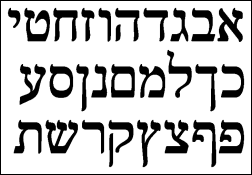
히브리 문자

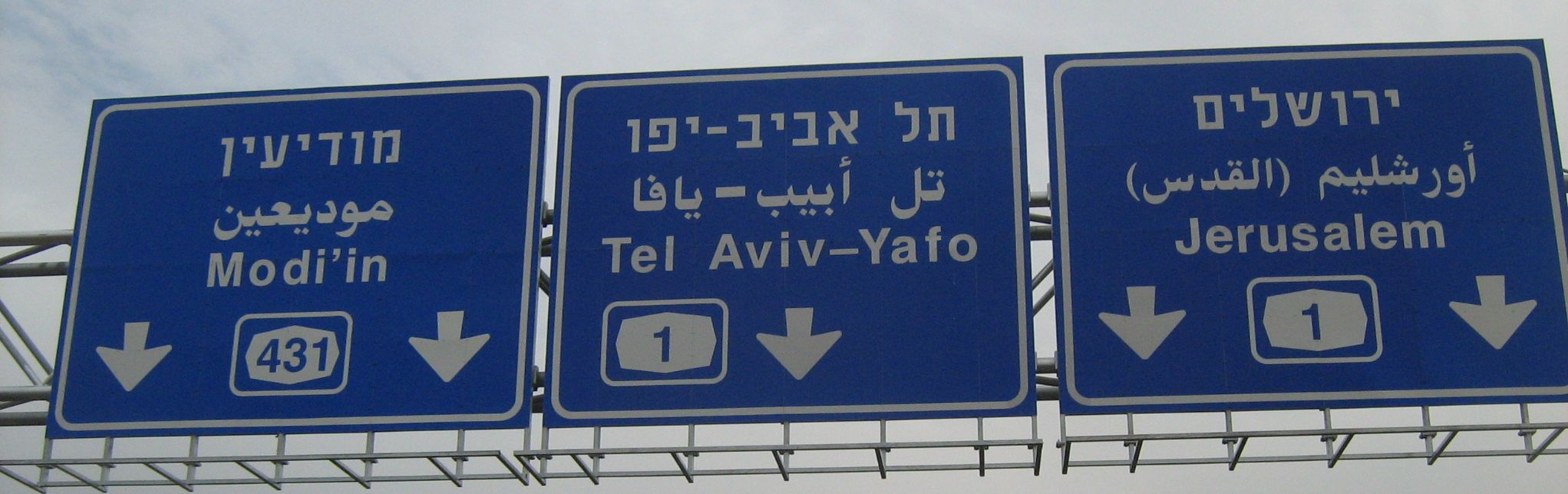
이스라엘의 고속도로 표시판 - 히브리어, 아랍어 및 영어 표기

히브리어가 공용어이다. 히브리 문자와 아랍 문자 표기 방식은 모두 오른쪽에서 왼쪽으로 쓴다. 특히, 히브리어는 이스라엘의 국가 언어이다. 1차 세계대전 이후 약 30년에 걸친 영국의 신탁 통치와 미국에서 건너온 많은 이주민의 영향, 정부의 영어 교육으로 영어도 제2언어로 광범위하게 사용된다. 그래서 모든 도로 및 공공장소의 표지에는 히브리어, 아랍어, 영어를 함께 표기한다. 아랍어는 2018년 7월 19일까지 공용어로 지정되었는데, 유대민족법이 제정되면서 특수지위의 언어로 격하되었다. 요르단, 이집트, 레바논계 유대인은 아랍어 사용을 많이 한다. 한편 소련에서 건너온 유대인도 많기 때문에 러시아어를 모국어로 쓰는 사람이 아랍어 다음으로 많다.

### 교육
문맹률은 중동 국가 중에서 가장 낮다. 의무교육은 1학년에서 12학년까지다. 나라 전체에 여덟 개 대학이 있고 여러 단과 대학이 있다. 예루살렘에 위치한 히브리 대학교는 중동에서 사우디아라비아의 킹사우드대학교와 함께 200위 안인 대학교다.

## 문화

### 종교

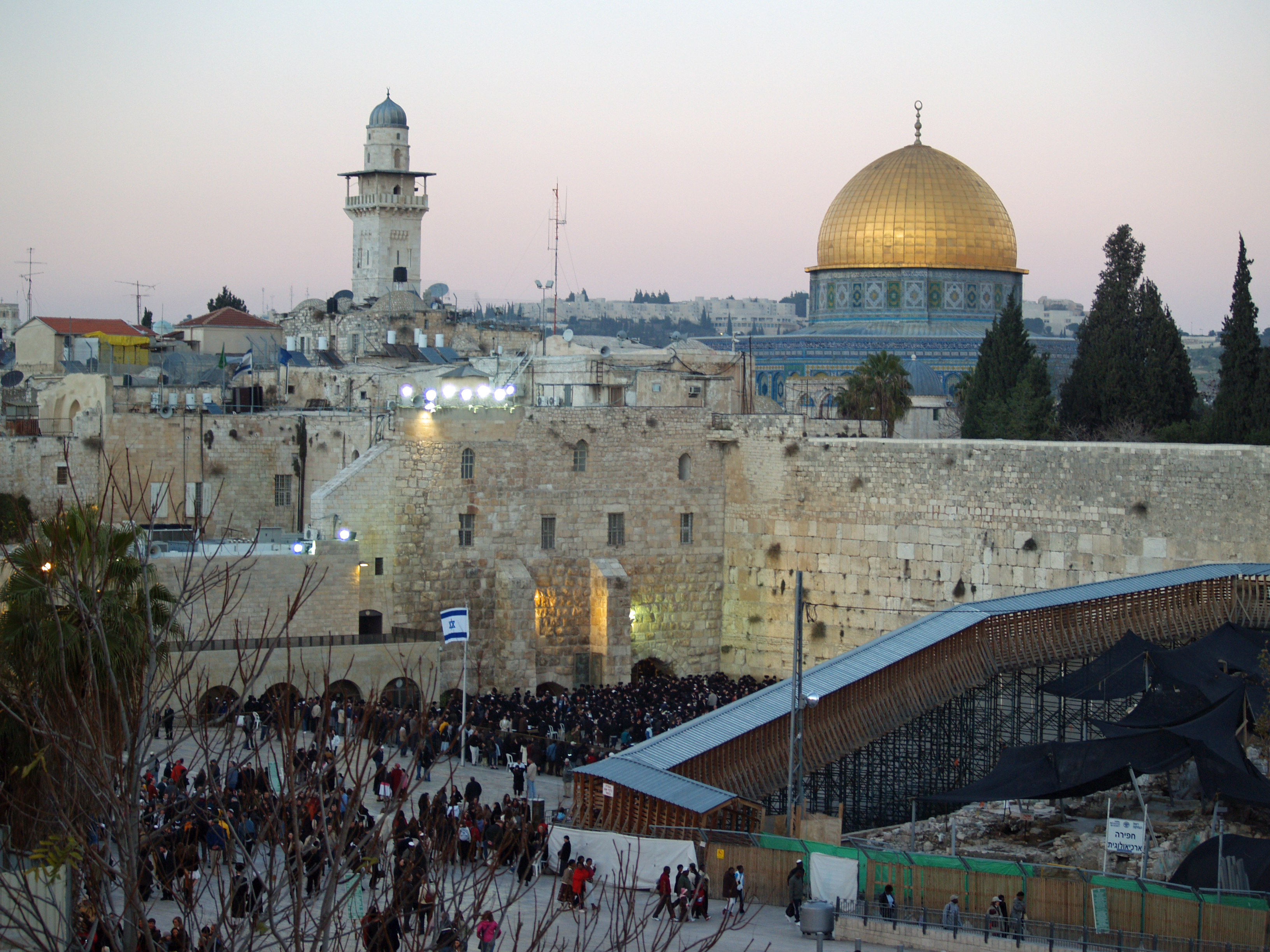
유대교의 성지인 성전산 아래 통곡의벽

예루살렘에는 수많은 유대교, 이슬람교와 기독교 성지가 있다.
이스라엘에서는 유대교가 약 70% 이상으로 가장 많은 비율을 차지하는 종교이며, 수니파 이슬람교, 기독교, 메시아닉쥬, 드루즈교 등이 존재한다.

### 관광
이스라엘의 예루살렘은 기독교와 이슬람교의 성지로 세계 3대 종교의 성지순례객이 끊이지 않는다. 또한 베들레헴, 나사렛, 갈릴리 지역들은 예루살렘과 함께 종교 관광지로서 각국의 관광객들이 찾고 있다. 단, 레바논 접경지역과 가자지구는 군사적 분쟁과 테러 위험이 존재한다.

### 스포츠
이스라엘은 지리적으로 아시아에 위치한 나라이지만 아랍권 국가들, 이슬람권 국가들과의 정치적 분쟁으로 인해 아시아의 여러 스포츠 기구에서 축출되었고 현재는 유럽의 여러 스포츠 기구에 가입한 상태이다. 이스라엘에서는 대부분의 여타 유럽 국가들처럼 축구가 가장 인기있다. 1960년대 AFC 시절에는 대한민국과 함께 아시아 최강자로 군림했었다. FIFA 월드컵에 출전한 기록은 1970년 FIFA 월드컵에 출전한 것이 전부이다. 자세한 내용은 이스라엘 축구 국가대표팀 문서를 참조. 그 외에도 농구도 인기가 있다.

### 음식

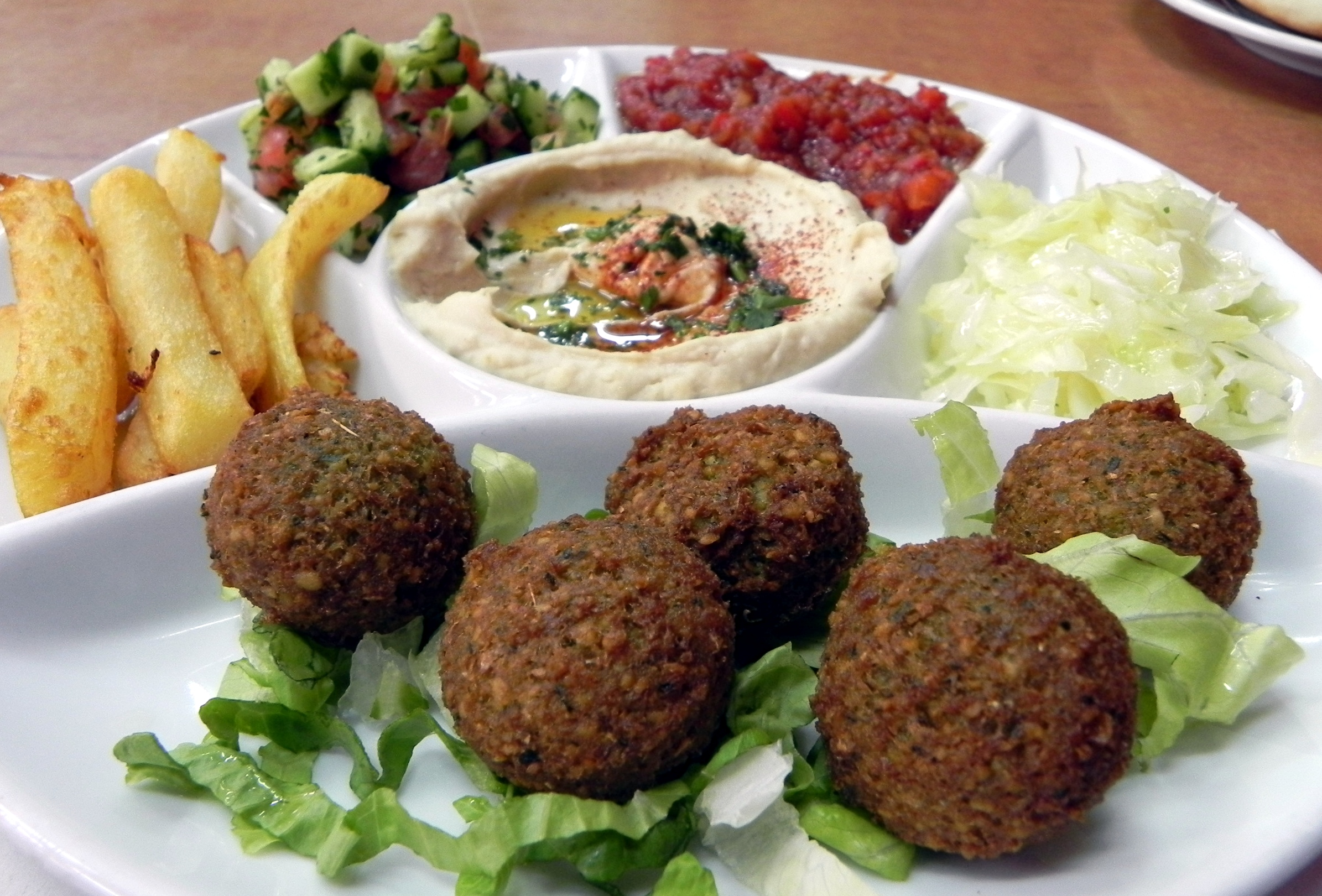

이스라엘 요리는 현지 음식뿐만 아니라 디아스포라에서 온 이민자들이 유대인 음식을 포함한다. 1948년에 국가가 수립된 이후로, 특히 1970년대 후반부터 이스라엘 퓨전 요리가 개발되었다. 이스라엘 요리는 미즈라힘, 스파라딤 및 아슈케나짐 형식의 요리 요소를 채택하여 계속 적용하고 있다. 그것은 전통적으로 팔라펠, 훔무스, 샤크슈카, 쿠스쿠스 및 자타르와 같은 레반트, 아랍, 중동 및 지중해 요리에서 먹는 많은 음식을 포함한다. 슈니첼, 피자, 햄버거, 감자 튀김, 쌀과 샐러드도 이스라엘에서 흔히 볼 수 있다.

### 이스라엘
- 이스라엘 정부 포털
- (히브리어/영어) 이스라엘 외교부
- (히브리어/영어)이스라엘 국립박물관
- 주한 이스라엘 대사관

### 대한민국
- 주 이스라엘 한국대사관
- 한국 이스라엘 문화원 홈페이지 보관됨 2017-07-09 - 웨이백 머신
- 이스라엘 한인회
- 예루살렘소재 유대교회(한인)
- 이스라엘 지역 포털 사이트(한국어)